# Jardim Olavo Bilac
O Jardim Olavo Bilac, também conhecido por Jardim do Largo das Necessidades, é um jardim localizado na freguesia da Estrela, na cidade de Lisboa.
O Jardim foi construído em 1747 sendo o seu projeto atribuído ao arquiteto Manuel Caetano de Souza.
Situado em frente à entrada da Capela do Palácio das Necessidades, possui um parque infantil e um chafariz, o Chafariz das Necessidades. 
O seu nome é em homenagem ao escritor e poeta brasileiro Olavo Bilac.
O Jardim Olavo Bilac está classificado como Imóvel de Interesse Público desde 1983.